# Brette-les-Pins

Brette-les-Pins este o comună în departamentul Sarthe, Franța. În 2009 avea o populație de 2,074 de locuitori.